# Tit Štante
Tit Štante, slovenski deskar na snegu, * 11. oktober 1998, Celje.
Štante je za Slovenijo nastopil na zimskih olimpijskih igrah v letih 2018 v Pjongčangu in 2022 v Pekingu. V snežnem žlebu je zasedel 22. mesto leta 2022 in 25. mesto leta 2018. Štirikrat je nastopil na svetovnih prvenstvih, najboljšo uvrstitev je dosegel leta 2019 v Park Cityju s 16. mestom v snežnem žlebu.